# 親不孝通り
親不孝通り（おやふこうどおり）は、福岡市中央区天神北西部を南北に走る道路である。
福岡市道舞鶴薬院線のうち北端で接続する那の津通りから昭和通りまでの約390メートルの区間をいい、東側で天神三丁目と、西側で舞鶴一丁目と接する。なお、市道舞鶴薬院線の南側は「天神西通り」の通称で呼ばれる。

## 概要

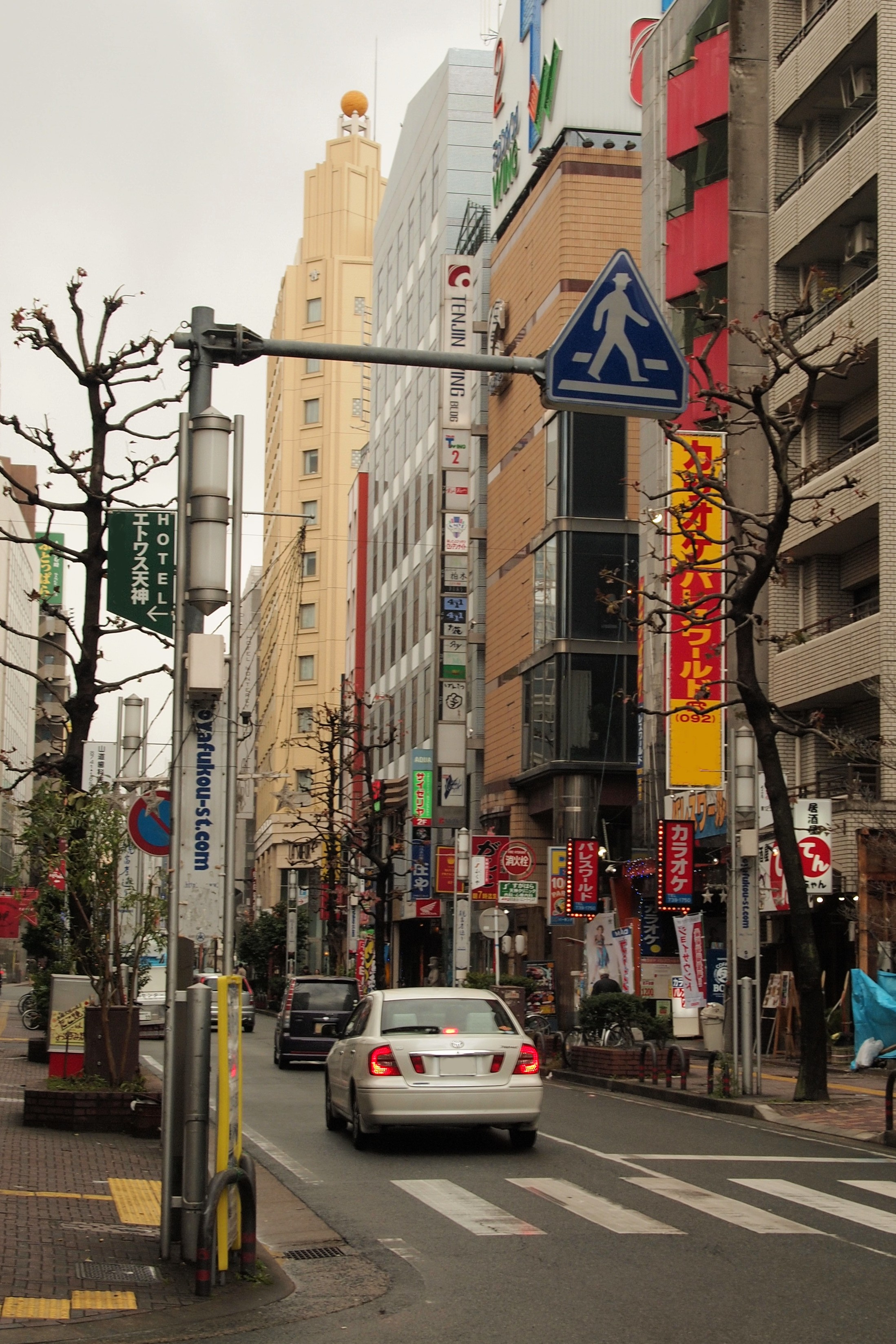
2010年当時の親不孝通り

この通りは、もともと「天神万町通り」（てんじんよろずまちどおり）と呼ばれており、古くは黒田藩御用達の材木商や醤油屋など様々な商店が立ち並ぶ通りであった。「親不孝通り」という名称は、元々地元の2大予備校が集まる地区であったところから浪人生が集まる街として付けられた通り名で、市民の間では「天神万町通り」の名称よりも浸透して親しまれてきた。
1980年代後半から1990年代初頭のバブル期には若者たちが集まる繁華街として賑わったが、バブル崩壊後は人通りが少なくなるとともに治安悪化も指摘されるようになり、2000年に「親富孝通り」と改称された。しかし、その後治安は回復したものの、若者を中心とする最盛期の賑わいは取り戻せないままであったことから、地元商店街から愛着のある「親不孝通り」への名称復活運動がおこり、2017年に元来の「親不孝通り」へと名称が戻された。飲食店や若者向けのクラブなどの娯楽施設が立ち並ぶ繁華街となっている。

## 歴史
名の由来は、1976年に水城学園と九州英数学舘という予備校が通り沿いの長浜公園前に移転してきたことに始まる。通りの南部に公共交通機関の路線があったことや食堂などが通りに出店したことなどから多くの予備校生がこの通りをたまり場とするようになり、喫茶店に遊びに来る予備校生にオーナーが「（浪人生なのに勉強せずに遊ぶ）親不孝者ばかり来るから親不孝通りやな」と冗談で言ったことが、「親不孝通り」が使われ始めたきっかけである。またこれとは別に、1972年以降、親不孝通り界隈に「てっしー村」と呼ばれる一大飲食チェーン店舗を出店したオーナー溝上徹思が「親不孝通り」と名付けたとする説がある。
この呼び名がやがて自然と定着してゆき、観光マップにも記載されるようになっていった。

### 旧称・親不孝通り時代
1970 - 1980年代当初は予備校生を含めた若者を対象とした喫茶店やゲームセンター、小さなロック喫茶や輸入レコード店「ジュークレコード」が出店。この時期に「てっしー村」が親不孝通りに次々と店を構え、その系列店であるライブハウス「80's FACTORY」が1979年にオープン。さらには若者向けの居酒屋やバー、カラオケボックスなども集中して立ち並ぶようになり、1980年代にはサラリーマンの夜の街である中洲に対して親不孝通りは若者の夜の街へと変貌していった。
バブル期には九州最大級のディスコ「マリアクラブ」が開店。同時期にストリートミュージシャンの聖地にもなり若者の街として全国に知られるようになった。一方、親不孝通りの名前の由来となった2つの予備校は、少子化と、河合塾、代々木ゼミナール、駿台予備学校など大手全国区予備校が相次いで福岡に進出した影響を受けて閉校または予備校としての運営を終了している。

### 親富孝通りへ改名
若者の集まる繁華街として賑わう一方で暴行や薬物などの犯罪なども増加した。1993年には長浜公園に舞鶴交番が設置された。1997年に福岡県警察がこの地区を重点的に監視して100人以上を補導したが、そのうちの何人かは「親不孝通り」の名に惹かれてやってきたと答えた。もともと、大学受験浪人生のことを「親不孝」と称して自然発生的に生まれた名称であったが、予備校閉校後にその意味を知らない世代の若者に曲解され、「親不孝通り」という名称から抱くイメージが悪く、犯罪誘発の一因となっているという声が上がり、中央警察署が福岡市に対して「親不孝通り」の名称を使わないよう要請した。これを受けた福岡市は、同年のうちに観光パンフレットから「親不孝通り」の名称を削除し、代わりに「天神よろず町通り」と記載した。本来の「天神万町通り」の名称を浸透させようと福岡市や通り沿いの商店が「親不孝通り」と書かれた看板などを撤去したものの、長年馴れ親しんできた名前が削除されてしまった地元民には不評で浸透はしなかった。その後は「よろず町通り」という名称を経て、論争の末に2000年（平成12年）に「オヤフコウ」の発音を残した「親富孝通り」へと改称された。

### 原点・親不孝通りへの回帰
バブル期は深夜まで若者たちの賑やかな声が響いていた繁華街も、1991年に始まったバブル崩壊後は「マリアクラブ」もなくなり、人通りも激減した。イメージ刷新のために「親富孝通り」と改称をしたが、かつてのような賑わいが戻ってくる様子はなく、落ち着いたかのように見えた「親富孝通り」のネーミングも地元住民には十分に定着するには至らなかった。
2015年ごろから地元商店主たちの間で、かつての愛着のある名称で足が遠のいた若者を取り戻そうと、「親不孝通り」の名称を復活させる動きが高まった。旧称復活に動いた天神3丁目町内会長の吉永拓哉は「昔から親不孝者と自覚しながら（DJやダンサーなどの）夢を追い掛ける若者を受け入れ、応援してきた街だった。これからもそうありたい」と述べている。また、福岡市長の高島宗一郎も「猥雑な部分もまた街の魅力。個人的にはいいんじゃないかと思う」と名称復活を支持する発言をしている。『西日本新聞』が福岡市内で50人に聞き取り調査をしたところ、親不孝派26人、親富孝派20人、どちらでも良いが4人との結果だった。親不孝派からは「世間の話題となり、集客につながるのではないか」「名前の由来は話のネタになる」「かつては韓国から遊びに来た友人に面白おかしく説明できたのに」という意見が寄せられた一方、親富孝派からは「『不』だと、本当に親不孝をしている気分になっちゃう」「（親不孝通りの名称は）いわくつきで昔、事件でもあったのかと思っていた」「せっかく縁起のいい字なのに、戻したらまた治安が悪くなりそう」といった意見が寄せられた。Yahoo!意識調査が2015年11月28日 - 12月8日に「『親不孝通り』に名称を戻すべき？」という題でアンケート調査を行ったところ、合計37,979票のうち「『親不孝通り』に戻すべき」が61.4%、「『親富孝通り』のままがよい」が13.5%、「違う名前にする」が15.5%、「わからない」が9.6%という結果だった。
2017年2月9日、地元の協議会が住民アンケートの結果をもとに「親不孝通り」の名称を復活させることを決め、同年2月20日に福岡市に名称変更を申請した。名称アンケートでは「親不孝通り」71%、「親富孝通り」19%、「親ふこう通り」9%という結果であった。
「親不孝通り」への再改称後、歩道の拡幅や段差解消によるバリアフリー化、車道への自転車レーン設置、街路樹の植え替えなどの改修が福岡市によって実施された。
現在でも通りにはクラブやライブハウス、ダンススクール、ドラァグクイーンの劇場などが営業しているが、「天神」の南下（北天神参照）とともに一時期の過度な賑わいは薄れている。通り北部の長浜公園にかつて存在した「80's FACTORY」の斜向かいには現在では「DRUM LOGOS」「DRUM Be-1」など全国的に有名なライブハウスが立ち並び、福岡ライブハウス文化の中核・拠点となっている。

## 接続する主な通り
- 福岡市道千鳥橋唐人町線（那の津通り）
- 福岡市道博多姪浜線（昭和通り）

## 親不孝通りを題材にした作品
- 『ROCKERS』- 2003年の日本映画。監督：陣内孝則。
- 『空白ライブ』- 2024年の日本映画。監督：下本地崇。親不孝通りのロックバーやライブハウス、ミュージシャンたちが出演。
- 『親不孝通りを抜け』- 2021年発表のDUDE TONEの楽曲。マキシシングル『VOICE』に収録。
- 『淋しい猫』- 森田童子の楽曲。親不孝通りで酒を飲んでは喧嘩を売る、自暴自棄な若者の姿が歌われる。アルバム『夜想曲』に収録。